# Тендер (конкурс)
Те́ндер (англ. tender — пропозиція) — конкурентна форма розміщення замовлення на закупівлю товарів, надання послуг чи виконання робіт відповідно до наперед визначених у документації умов в узгоджені терміни на принципах загальності, справедливості й ефективності. Контракт укладається з переможцем тендеру — учасником, який подав пропозицію, що відповідає документації і в якій надані найкращі умови.
На відміну від аукціонів учасники тендеру не мають доступу до умов, які запропоновані конкурентами.

## Сутність
Термін «тендер» часто вживається як аналог таких термінів, як конкурс чи аукціон.
Торги діляться на відкриті та закриті, можуть проводитись за один чи два етапи, у формі конкурсу чи аукціону.
Торги (тендери) міжнародні — конкурсна форма розміщення замовлень на закупівлю на світовому ринку устаткування чи залучення підрядників для спорудження комплексних об’єктів, виконання інших робіт, включаючи надання інжинірингових послуг. Умови конкурсу оголошуються заздалегідь.
Торги відкриті публічні — міжнародні торги, до участі в яких запрошуються всі бажаючі фірми й організації. Інформація про проведення таких торгів публікується в періодичній пресі. Звичайно залучають велику кількість учасників, що загострює конкуренцію і дозволяє розмістити замовлення на більш вигідних для замовників умовах.
Торги закриті — міжнародні торги, до участі в яких запрошується обмежена кількість фірм і консорціумів.
Торги негласні — міжнародні торги, під час яких тендерні комітети не розкривають пропозицій у присутності учасників торгів і не публікують відомості про те, яка фірма чи який консорціум одержали замовлення.

## Документація
Документація про проведення закупівлі – комплект електронних документів, що містить всю необхідну і достатню інформацію про Предмет електронної закупівлі, умови її проведення, критерії вибору Переможця та розглядається як невід’ємний додаток до повідомлення про проведення закупівлі.
Електронний документ – документ, в якому інформація представлена в електронно-цифровій формі.
Закупівельник – юридична особа, що бере участь та має потребу у закупівлі товарів, робіт та послуг.
Електронні закупівлі – закупівлі товарів, робіт та послуг, визначених Закупівельником, у разі, якщо вони відповідають умовам, встановленими Законами України «Про здійснення державних закупівель» та «Про особливості здійснення закупівель в окремих сферах господарської діяльності».
Електронний майданчик – автоматизована інформаційна система, що функціонує в мережі Інтернет, яка є частиною Системи електронних закупівель, та забезпечує Закупівельників та Учасників (Постачальників) сервісами з автоматичного обміну інформацією щодо процесу закупівлі товарів, робіт та послуг.
Електронний реверсивний аукціон – процес зниження ціни пропозицій учасників, починаючи з найвищої до найнижчої, що проводиться в три раунди. Під час електронного реверсивного аукціону кожному Учаснику забезпечується доступ до інформації стосовно цін, запропонованих іншими учасниками.
Кандидат на перемогу – організація-Учасник, яка за результатами Електронного реверсивного аукціону запропонувала найнижчу ціну з недискваліфікованих Учасників та проходить перевірку на відповідність критеріям вибору Переможця.